# Хетта (река)
Хетта — река в России, протекает в Ямало-Ненецком и Ханты-Мансийском автономных округах. Устье реки находится в 357 км по левому берегу реки Левая Хетта. Длина реки составляет 40 км.

## Притоки
- 5 км: Айхетта
- 20 км: Айхетта

## Данные водного реестра
По данным государственного водного реестра России относится к Нижнеобскому бассейновому округу, водохозяйственный участок реки — Надым, речной подбассейн реки — подбассейн отсутствует. Речной бассейн реки — Надым.
Код объекта в государственном водном реестре — 15030000112115300049020.